# Krab se zlatými klepety
Krab se zlatými klepety (francouzsky Le Crabe aux pinces d'or) je devátý díl komiksové série Tintinova dobrodružství, které napsal a ilustroval belgický spisovatel a ilustrátor Hergé. Poprvé se zde představuje Tintinův dlouhodobý přítel, kapitán Haddock.

## Děj
Tintin potká Kadlece a Tkadlece, kteří mu vyprávějí případ, který mají vyřešit. Týká se opilého námořníka, který byl později nalezen mrtvý a měl u sebe útržek papíru z plechovky krabího masa se slovem „Karaboudjan“. Tintinovo pozdější pátrání, unesení Japonce, který s ním chtěl mluvit a telefonní rozhovor s T-Kadleci, zavedou Tintina na loď Karaboudjan. Tam je Tintin omráčen a zajat zločinci, kteří pašují opium v plechovkách s krabím masem. Když utíká ze zamčeného skladu s opiem, seznámí se s kapitánem Haddockem, který je však těžkým alkoholikem a se nechá manipulován svým prvním důstojníkem Allanem. Společně unikají z lodě v záchranném člunu a plují k Španělským břehům, jsou však napadení nepřátelským hydroplánem. Tintin přestřelí letadlu zapalovací kabel, zmocní se letadla a sváže piloty. Když však letí směrem do Španělska, dostanou se do prudké bouře a navíc opilý Kapitán Haddock Tintina omráčí láhví od whisky. Po přistání zjistí, že nejsou ve Španělsku, ale na Sahaře.
Přes mnohé útrapy v poušti dojdou Tintin a Haddock do Marockého přístavu, avšak kapitán je unesen členy posádky Karaboudjanu.
Tintin je pronásleduje dolů do sklepů, snaží se zachránit kapitána. Kapitán však omylem vyrazí Tintinovi revolver z ruky a oba se snaží skrýt před zločinci ve vinných sklepích. Jsou omámeni vinnými výpary ze sudů, které byly prostříleny při přestřelce. Když Tintin vystřízliví, nachází omráčeného Omara Ben Salaada u něhož záhledne náhrdelník s krabem se zaltými klepety. Tintin si uvědomí, že má před sebou vůdce drogového gangu. Potom je zajat Allan, a celý drogový gang se dostane za mříže.

## Historie vydání a jiné verze
Hergé napsal tento příběh v době obsazení Belgie nacistickým Německem, kdy musel zanechat příběhu Země černého zlata z politických důvodů. Příběh totiž představoval kontroverzní politické téma, konflikt mezi Židy, Araby a britskými vojáky v Britském mandátu Palestina. Po invazi bylo vydávání Le Petit Vingtième s Tintinovými dobrodružstvími zastaveno a Hergé hledal nový způsob zveřejňování svých komiksů. Byl požádán novinami Le Soir, aby vytvořil týdenní doplněk, podobný Le Petit Vingtiéme, nazvaný Le Soir Jeunesse. Potom začal pracovat na novém příběhu, tentokrát již méně kontroverzním – pašování drog.
Krab se zlatými klepety začal vycházet od 17. října 1940, dvě strany každý týden. Ale příloha zmizela po 3. září roku 1941, kvůli nedostatku papíru v období druhé světové války. Do té doby bylo publikováno pouze 98 stran. Přerušení pokračovalo až do 23. září 1941, kdy Hergé a Tintin dostali denní pruh v Le Soir. Vydávání pokračovalo 24 dní do ukončení příběhu 18. října. Nový způsob vydávání změnu v metodách práce na komiksu, Hergé musel přehodnotit rozvržení a rytmus vyprávění. Tato verze byl publikována jako album v roce 1941.
Celkově byl komiks překreslen jako barevná publikace v roce 1943.
V roce 1960 byla kniha vydána v Americe s několika změnami. Tři postavy Afričanů z původního vydání byli kvůli stávající politice apartheidu nahrazeni dvěma bílými muži a jedním Arabem. Nicméně změna nebyla provedena důsledně a v jedné přímé řeči odkazuje Haddock na „Afričana“. Také na žádost Američanů byly scény s Haddockem, který pije přímo z láhve whisky v záchranném člunu a v letadle, odstraněny.
V rozhovoru Hergé sarkasticky prohlásil, že tyto kroky byly „oprávněné“, protože „ Každý přece ví, že Američané nikdy nepijí whisky (!) “ a „v Americe přece žádní černoši nežijí (!)“
V České republice bylo album Krab se zlatými klepety vydáno poprvé v roce 1994 v nakladatelství Egmont ČR, v novém překladu jej vydal Albatros v roce 2008.

## Film
Krab se zlatými klepety byl zpracován jako celovečerní loutkový filmu pod stejným názvem roce 1947, vytvořený Wilfriedem Bouchery z Films Claude Misonne. Byla to první filmová adaptace Tintinových dobrodružství a přesně reprodukovala původní komiks. Poprvé byl Krab se zlatými klepety promítán 11. ledna 1947 pro skupinu pozvaných hostů v ABC Cinema. Veřejně byl promítán pouze jednou, 21. prosince 1947, před tím, než oznámil Bouchery bankrot a utekl do Argentiny. Veškeré zařízení bylo zabaveno a kopie filmu jsou uloženy v belgickém Cinémathéque Royale. Příběh byl také přidán do animovaného filmu Tintinova dobrodružství: Tajemství Jednorožce, které přišel do kin v roce 2011.